# Rancho Nácar
Rancho Nácar är en ort i Mexiko.   Den ligger i kommunen Puerto Vallarta och delstaten Jalisco, i den centrala delen av landet, 600 km väster om huvudstaden Mexico City. Rancho Nácar ligger 48 meter över havet och antalet invånare är 153.
Terrängen runt Rancho Nácar är platt åt nordväst, men åt sydost är den kuperad. Runt Rancho Nácar är det tätbefolkat, med 319 invånare per kvadratkilometer. Närmaste större samhälle är Puerto Vallarta, 15,7 km sydväst om Rancho Nácar. I omgivningarna runt Rancho Nácar växer i huvudsak lövfällande lövskog.